# Narenta-domolykó
A Narenta-domolykó (Squalius microlepis) a sugarasúszójú halak (Actinopterygii) osztályának a pontyalakúak (Cypriniformes) rendjébe, ezen belül a pontyfélék (Cyprinidae) családjába tartozó faj.

## Előfordulása
A Narenta-domolykó csak a Neretva (Narenta) vízrendszerének (Dalmácia) gyors folyású patakjaiban és tiszta, kavicsos medrű tavaiban honos. Bosznia-Hercegovinában is megtalálható. A túlhalászás veszélyezteti.

## Megjelenése
A hal teste orsó alakú és erősen nyújtott. 73-75 pikkelye van az oldalvonal mentén. Testhossza 20-25 centiméter, legfeljebb 34 centiméter.

## Életmódja
A talaj közelében tartózkodik és rajokban él. Tápláléka férgek, apró rákok, rovarlárvák, kis csigák és kagylók.

## Szaporodása
A tavak partjai mentén ívik.